# جزایر کوچک دورافتاده ایالات متحده آمریکا

پرچم آمریکا در جزایر کوچک دورافتاده ایالات متحده رسمی است.

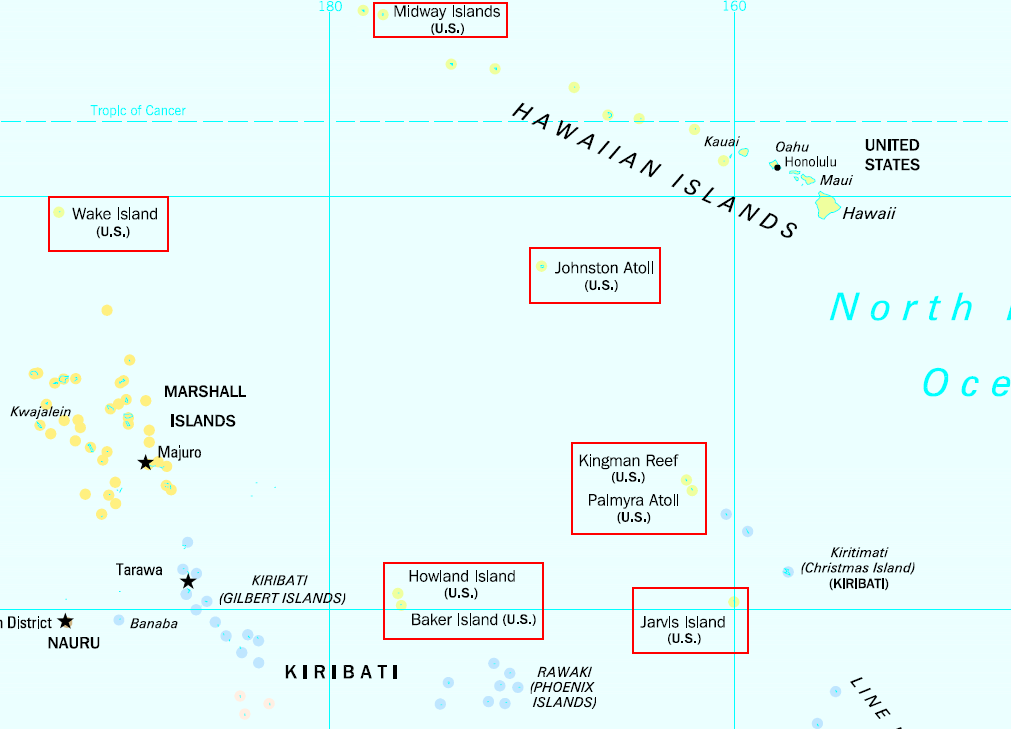
نقشه جزایر کوچک دورافتاده ایالات متحده

جزایر کوچک دورافتاده ایالات متحده (به انگلیسی: United States Minor Outlying Islands) نامی است که برای ۹ جزیرهٔ متعلق به آمریکا به‌کار می‌رود.
به‌جز جزیره ناواسا که در دریای کارائیب قرار گرفته ۸ جزیرهٔ بقیه در اقیانوس آرام واقع شده‌اند.
گروه‌بندی این ۹ جزیره زیر این نام تنها به‌خاطر تسهیل امور آماری صورت گرفته.
این جزایر منابع گوانو زیادی داشتند و امروزه ۷۰ درصد آن‌ها منطقهٔ حفاظت‌شدهٔ طبیعی هستند.
دامنهٔ اینترنتی این جزیره‌ها .um است.

## جزیره‌ها
- جزیره بیکر
- جزیره هاولند
- جزیره جارویس
- آب‌سنگ جانستون
- آب‌سنگ کینگمن
- آب‌سنگ مرجانی میدوی
- جزیره ناواسا (هائیتی هم بر این جزیره ادعا دارد)
- جزیره مرجانی پالمیرا
- جزیره ویک (جزایر مارشال هم بر این جزیره ادعا دارد)